# 에네르고아톰
에네르고아톰(우크라이나어: Енергоатом, 영어: Energoatom)은 우크라이나 내 4개 원전(자포리자 원자력 발전소, 리우네 원자력 발전소, 남우크라이나 원자력 발전소, 흐멜니츠키 원자력 발전소)을 모두 운영하는 국영기업이다. 우크라이나 최대의 전력 생산자이다.

## 개요
국영 기업인 "국립 원자력 발전 회사" 에네르고아톰은 1996년 10월에 설립되었다. 이 회사는 총 15개 원자력 발전소(13개 VVER-1000 원자로 및 2개 VVER-440 원자로)로 구성된 우크라이나에서 4개의 운영 원자력 발전소를 운영하고 있다. 이 회사는 또한 설치 용량이 25MW인 올렉산드리브스카 수력 발전소 2개와 설치 용량 453MW인 타쉬릭 양수 발전소에서 수력 발전소 3개(2022년에 수력 발전소 3호기가 전력 계통에 연결됨)를 운영하고 있다.
우크라이나는 가동 중인 원자로 수와 총 용량 측면에서 세계 7위, 유럽에서는 2위를 차지하고 있다. 에네르고아톰은 우크라이나 전력 수요의 약 55%를 공급한다.
2022년 초 기준 전체 직원 수는 33,969명이다.
에네르고아톰의 조직적, 법적 형태는 국영 기업이다.